# Percheron (idiome)
Pour l’article homonyme, voir Percheron.
Le percheron est une langue d'oïl plus particulièrement du français central parlée dans le Perche. 

## Caractéristiques
Pour Achille Genty, l'idiome percheron serait un reste de la première langue d'oïl (antérieure à celle du XIe siècle) rajeunie ou déformée par le normand. Cependant, les recherches plus récentes montrent que le percheron, y compris celui parlé dans la partie normande du Perche, ne présente aucune des caractéristiques principales du normand mais, au contraire, ces différences le relient au groupe du français central.
| percheron         | normand méridional | normand septentrional |
| ----------------- | ------------------ | --------------------- |
| chat              | chat               | cat                   |
| manger            | manger             | maungî / mangier      |
| cinq              | cinq               | chinq                 |
| arêtes            | érêtes             | érêtes                |
| poésson (poisson) | peîçon             | peîchon               |

- Absence des traits consonantiques propres au nord de la ligne Joret.
- Absence de palatalisation du /k/, comme ailleurs en Normandie et en Picardie
- Traitement différent du /e/ long et du /i/ bref latin, ce qui aboutie partout en Normandie à /e/ (noté é ou ei) sauf à la limite du domaine picard, mais il aboutit à /we/ (comme en ancien français, noté oi) en percheron etc.

En outre, les termes d'origine norroise propres au normand en sont absents, tels :
- normand garde, grade, gradil(l), gadelle, gradelle / percheron grwezeille (groseille)

## Exemple
La Grenouille et le bœuf, libre adaptation par P. Genty (1770 - 1821) d'après La Fontaine, La Grenouille qui voulait se faire aussi grosse que le Bœuf, Livre I, fable 3.
| percheron | français |
| --- | --- |
| Ein jouo, neun' jun' guernaoude Ou pû grouss' com ein eu, Vut neun beu Si pôrri graes, si tan dodeu, Qu'i n'ein fsion vramein ptit sa blaoude: C'éta neune meingé du baon Duieu. Aou coup (i féllion qu'o feût saoule), Aou coup, lao vlao qu'o s'teruaillain, Qu'o s'einflain, qu'o s'eintribouillain; jémais n-aon ao rein veu d'pu droule. -"J'sis grouss' com li", qu'o fsion, "Pu grouss'.." - Pâ co, créeteure Liée roponnut d-dein lao vaerdure Neun' pu vieul' guernaoud' qui guichion -"M'y vlao." - "Pâ co." - Lao fouttu béte N-ein feit tan é tan ao sao téte Qu'o finit pa s'rump tout' lao piau; S'keruit lao pans', é chut dein l'iau. Trebain qui vlion maignai lao pleume Frain miéx, com mai, d'batti l'einclume. J'n'ein s'on pa loun, ma çao n'fson rein: Aou mains c'quo j'fom, aj eul fom bein. | Un jour, une jeune grenouille, grosse au plus comme un œuf, Vit un bœuf Si "pourri" gras, tellement dodu, Qu'il en faisait, ma parole, craquer sa culotte. C'était un manger digne du bon Dieu. Aussitôt (il fallait qu'elle fût ivre), Aussitôt la voilà qui se travaille, Qui s'enfle, qui se gonfle de vent; Jamais on ne vit rien de plus singulier. -"Je suis grosse comme lui", faisait elle, -"plus grosse.." - "Pas encore ma fille", lui répondit de dedans la verdure, Une grenouille plus âgée qui souriait. -"M'y voilà!" - "Pas encore." - La triple bête en fit tant et tant à sa tête Qu'elle finit par se rompre toute la peau; Se creva la panse et tomba dans l'eau. Certains qui veulent manier la plume Feraient mieux, comme moi, de battre l'enclume. Je n'en sais pas long, mais cela ne fait rien: Au moins, ce que je fais, je le fais bien. |